# Ghigliottina parlamentare
La Ghigliottina, conosciuta anche come tagliola, è una procedura che impone un limite di tempo massimo alla discussione parlamentare, per giungere immediatamente alla votazione finale.

## Nel mondo

### Italia

#### Ordinamento italiano
La ghigliottina è prevista dall'ordinamento italiano nel regolamento del Senato della Repubblica mentre alla Camera l'istituto discende da una interpretazione della presidenza, avvenuta nella XIII legislatura.  
La ghigliottina è una misura utile per garantire il contingentamento dei tempi, poiché permette il passaggio diretto al voto di un provvedimento a prescindere dalla fase delle discussioni in aula in cui si trovi. 
Fu applicata per la prima volta alla Camera dal presidente Laura Boldrini, per far fronte all'ostruzionismo del Movimento 5 Stelle sul decreto Imu-Bankitalia.

#### La disposizione del Senato
(Articolo 78, comma 5)
Le disposizioni parlamentari prevedono che, in caso di ricorso alla ghigliottina parlamentare, i disegni di legge che il governo presenta al Senato debbano essere votati entro il trentesimo giorno dal deferimento. Tutti gli emendamenti non esaminati entro questa data sono, salvo in determinati casi, considerati automaticamente decaduti.

### Hong Kong
Fu introdotta nel Consiglio legislativo di Hong Kong il 17 maggio 2012, dall'allora Presidente del Consiglio legislativo di Hong Kong Jasper Tsang, per fermare l'ostruzionismo durante il dibattito al Comitato dell'intera fase del disegno di legge (emendamento) del Consiglio legislativo del 2012.

### Regno Unito
La closure motion (vedi anche: cloture) si può adottare sia alla Camera dei Comuni che alla Camera dei Lord per chiudere il dibattito su una questione; si decide a maggioranza semplice dei votanti. Alla Camera dei Comuni, ci vogliono almeno 100 parlamentari a favore della mozione di chiusura perché essa sia approvata.

### Stati Uniti d'America
L'attuale regolamento del Senato degli Stati Uniti prevede che la ghigliottina parlamentare (denominata cloture) possa essere applicata solo previo consenso di tre quinti dell'assemblea (ovvero 60 senatori, dato che il numero complessivo di membri del Senato è pari a 100).